# Minenwurfsystem Skorpion

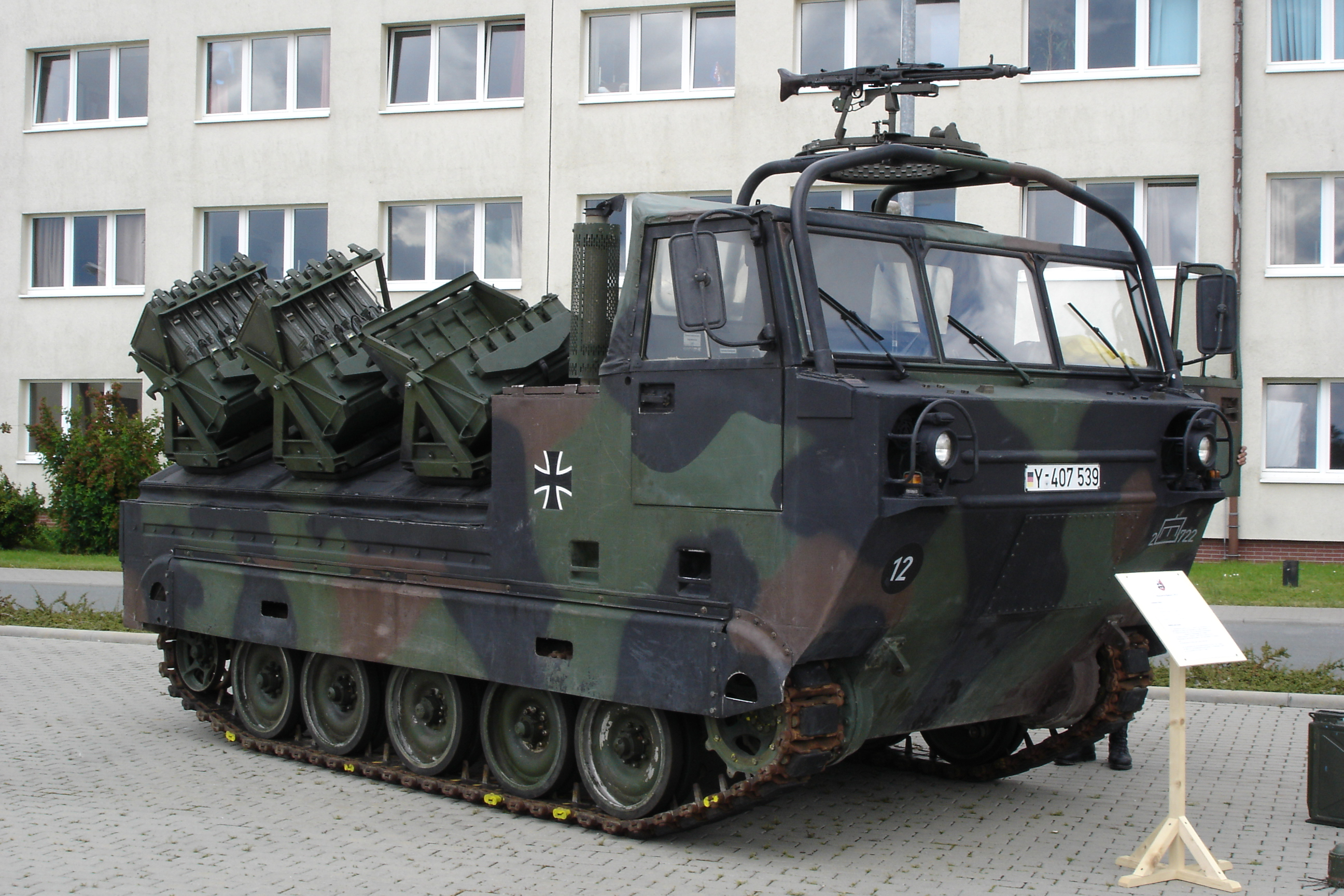
Skorpion

Minenwurfsystem Skorpion – zachodnioniemiecki ustawiacz min wprowadzony na uzbrojenie Bundeswehry w 1986 roku. Wykorzystuje podwozie transportera M548GA1.
Na platformie transportowej M548 znajduje się sześć modułów z których każdy składa się z 20 rurowych prowadnic. Każda prowadnica mieści 5 min przeciwpancernych DM 1233 (jedna z odmian miny AT-2). Miny są miotane przy pomocy ładunku prochowego. Odpalaniem ładunków miotających poszczególnych prowadnic steruje system EPAG zainstalowany na pojeździe. Pozwala on uzyskać zamierzoną gęstość minowania. Miny wyrzucane są na odległość do 20 m co przy minowaniu na obie strony pojazdu pozwala zaminować jednocześnie pas ziemi o szerokości 40 m.